# Добувні роботи
Добувні роботи — добування корисних копалин з готової до видобування частини родовища при відкритій розробці родовища.
В Україні добувні роботи згідно з «Положенням про проектування гірничодобувних підприємств України» (Н А К А З Мінпромполітики України 07.05.2004 N 221) включають такі основні виробничі процеси:
- відбійка,
- навантаження,
- транспортування і розвантаження корисних копалин.

Відбійка полягає у відділенні корисної копалини від масиву з одночасним його розпушенням і здійснюється за допомогою буропідривних робіт або механізмів та машин.